# KPWR
KPWR ist eine Radiostation in Los Angeles, Kalifornien. KPWR sendet auf UKW 105,9 MHz für die Greater Los Angeles Area. 
Emmis Communicatios übernahm KPWR-FM im Mai 1984 von Century Broadcasting. Seit 2017 gehört die Station der Meruelo Group.